# جو اينو
جو اينو (باليابانية: 井上ジョー؛ بالكانا: いのうえ ジョー) هو مغن مؤلف ومغني ياباني وأمريكي، ولد في 30 أغسطس 1985 في لوس أنجلوس في الولايات المتحدة.

## وصلات خارجية
- الموقع الرسمي
- جو اينو على موقع ميوزك برينز (الإنجليزية)
- جو اينو على موقع أول ميوزيك (الإنجليزية)
- جو اينو على موقع ديسكوغز (الإنجليزية)